# میشل کوساتو
میشل کوساتو (انگلیسی: Michele Cossato؛ زادهٔ ۲۸ آوریل ۱۹۷۰) بازیکن فوتبال اهل ایتالیا است.
از باشگاه‌هایی که در آن بازی کرده‌است می‌توان به باشگاه فوتبال هلاس ورونا، باشگاه فوتبال پروجا، باشگاه فوتبال فیورنتینا، باشگاه فوتبال کیه‌وو ورونا، باشگاه فوتبال ونتزیا، باشگاه فوتبال چیتادلا، و باشگاه فوتبال آتالانتا اشاره کرد.
وی همچنین در تیم ملی فوتبال Padania بازی کرده‌است.